# Rayssa Leal
Jhúlia Rayssa Mendes Leal (Imperatriz, 4 de janeiro de 2008) é uma skatista brasileira, vice-campeã olímpica nos Jogos Olímpicos de Verão de 2020 em Tóquio, sendo a mais jovem medalhista olímpica brasileira. Em 2024, conquistou o bronze nos Jogos Olímpicos de Paris. Além disso, é campeã pan-americana, vencendo a medalha de ouro no skate street dos Jogos Pan-Americanos de 2023, realizados em Santiago, no Chile, marcando a primeira medalha de ouro da delegação brasileira nessa edição do Pan. Rayssa foi ainda medalhista de ouro nos X Games duas vezes e campeã mundial no World Skate Games de 2022 e 2024. Também é a primeira e única tricampeã mundial da Street League Skateboarding, na categoria feminina.
Popularmente chamada de “Fadinha do Skate”, Rayssa ganhou esse apelido após seu vídeo fazendo manobras de skate fantasiada de fada viralizar na internet aos sete anos de idade. Desde então, ela se tornou conhecida na cena do skate brasileira e nas redes sociais. Seu sucesso nas competições fez dela uma atleta reconhecida no skate mundial.
A trajetória de Rayssa no skate ganhou destaque em 2019, quando estreou nas competições internacionais aos 11 anos. Durante a Street League Skateboarding Championship Super Crown no Rio de Janeiro, ela finalizou em 13º lugar, mesmo sendo a competidora mais jovem. Em seguida, alcançou o terceiro lugar na etapa da SLS em Londres, tornando-se a mais jovem skatista a subir ao pódio na história da competição. Em 2021, Rayssa fez história ao conquistar a medalha de prata nos Jogos Olímpicos de Tóquio, tornando-se a mais jovem medalhista olímpica do Brasil. Seu desempenho continuou nas competições seguintes, com vitórias nas etapas da SLS e nos X Games em 2022, além de receber seu primeiro modelo de skate profissional, consolidando-se como uma das maiores atletas do esporte.

## Vida pessoal
Rayssa, filha de Lilian e Haroldo Leal, nasceu e mora em Imperatriz, segunda maior cidade do Maranhão, e alterna os estudos escolares com os treinamentos. Começou a treinar o esporte aos seis anos de idade, após receber um skate de aniversário de um amigo de seu pai. Apesar de não se importar de ser chamada de “Fadinha”, a atleta prefere ser chamada de Rayssa Leal. Ela realiza psicoterapia e recebe acompanhamento dos familiares e da empresária para direcioná-la na carreira.

## Carreira

### Início de carreira
O começo de sua jornada no esporte se deu quando a jovem chamou a atenção na internet por meio de um vídeo no qual executou uma manobra de skate conhecida como heelflip ao saltar uma escada. A filmagem foi registrada por sua mãe, Lilian Mendes, em 7 de setembro de 2015. Na época, a garota tinha apenas 7 anos e estava vestida de fada para participar de um desfile cívico em sua escola. No entanto, após o evento, ela se dirigiu a um local da cidade onde skatistas estavam realizando um desafio de manobras, conhecido como best trick.
O vídeo foi originalmente compartilhado nas redes sociais da menina e chamou a atenção de Tony Hawk, uma das maiores referências internacionais no mundo do skate. Ele compartilhou o vídeo em suas redes sociais, tanto no Twitter quanto no Instagram, com o seguinte comentário: “Eu não entendo muito disso, mas é incrível: um heelflip com um toque de conto de fadas no Brasil.” Após essa divulgação, Rayssa viu suas redes sociais ganharem milhares de novos seguidores.

### Competições Nacionais e Internacionais

#### 2019
Em 2019, Rayssa estreou nas competições internacionais, com apenas 11 anos recém completados. Ela competiu na Street League Skateboarding Championship Super Crown 2018, no Rio de Janeiro, que ocorreu no dia 10 de janeiro de 2019, e finalizou a competição em 13º lugar. A jovem precisou de uma autorização especial para se juntar aos competidores, por conta de sua idade.
Ainda em maio, ela competiu a primeira etapa do ano da Street League Skateboarding (SLS) em Londres, na Inglaterra, ficando em 3º lugar com uma pontuação de 26,0, terminando acima de Alexis Sablone, Letícia Bufoni e outras skatistas, mas atrás da australiana Hayley Wilson e da brasileira Pâmela Rosa que foi a campeã do torneio. Com isso, a menina tornou-se a mais jovem skatista, entre homens e mulheres, a subir em um pódio pela SLS.
Rayssa participou em julho da etapa de Los Angeles da SLS, ficando em 1º lugar, liderando o pódio à frente de Pâmela Rosa e Alana Smith. Com esse feito, Rayssa Leal se tornou a atleta mais jovem, dentre as categorias masculino e feminino, a ganhar uma etapa da competição, título antes pertencente a Nyjah Huston. No mesmo mês, Rayssa fez sua primeira aparição nos X-Games, em Minneapolis, e terminou em 4º lugar.
Em setembro, Rayssa participou de sua segunda Street League Skateboarding Championship Super Crown 2019, em São Paulo. Finalizou a competição em segundo lugar e recebeu o título de vice-campeã mundial de 2019.

### Década de 2020

#### 2021
Integrou a delegação brasileira nos Jogos Olímpicos de Verão de 2020 em Tóquio, que começaram em 23 de julho de 2021 devido à Pandemia de COVID-19 e foi a atleta mais jovem a fazer parte da delegação brasileira. Rayssa conquistou a medalha de prata, sendo a melhor skatista brasileira na competição e a medalhista mais jovem da delegação brasileira, aos 13 anos e 203 dias. Rayssa também conquistou o título de participante do pódio mais jovem da história dos Jogos Olímpicos, juntamente de Momiji Nishiya e Funa Nakayama, o que a rendeu uma nomeação no Guinness World Records, livro de recordes mundial.
Rayssa também conquistou a etapa de abertura da temporada 2021 da SLS, em 28 de agosto de 2021 que aconteceu em Salt Lake City, em Utah, nos Estados Unidos. Na última rodada de manobras, Rayssa precisava de uma nota 8,3 para ultrapassar a japonesa Funa Nakayama e incrivelmente conseguiu uma nota 8,5. Foi a maior nota da história da SLS feminina, já que nenhuma mulher havia obtido um kickflip seguido de uma manobra no corrimão, até este momento, em uma competição oficial.
Em outubro, Rayssa, novamente, conquista o 1º lugar da etapa de Lake Havasu da SLS  após uma virada sobre a japonesa Momiji Nishyia na última manobra. No mês seguinte, Leal competiu, pela terceira vez na Street League Skateboarding Championship Super Crown 2021, em Las Vegas, nos Estados Unidos. A skatista finalizou a competição em 2º lugar e, pela segunda vez consecutiva, foi vice-campeã mundial de Skate Street. Rayssa fechou o ano de 2021 competindo no Skate Total Urbe (STU), realizado em dezembro na cidade de São Paulo, pela primeira vez, se tornou campeã da competição open, isto é, aberta para competidores de todos os países.

#### 2022
Após um breve período de descanso, Rayssa competiu nos X-Games, realizados em abril, na cidade de Chiba, Japão, tornando-se pela primeira vez campeã dos X-Games, aos 14 anos de idade.
Seguindo a tradição americana, para um skatista receber o título de profissional (pro) naquele país, ele precisa assinar um shape de skate profissional com o seu nome. Por essa lógica, Rayssa Leal tornou-se profissional em maio de 2022, ao receber seu primeiro modelo pro da marca April Skateboards, do skatista australiano Shane O'Neill. O modelo recebido pela atleta, batizado de "Fadinha", relembra e exalta o início de seu carreira. A atleta comemorou a conquista com uma manobra, back lip, no corrimão mais famoso de Los Angeles, o Hollywood 16.
Em julho, a atleta iniciou a Street League Skateboarding com o campeonato de Jacksonville e finalizou a competição em 1º lugar, tornando-se a skatista feminina com mais vitórias acumuladas da SLS até então, um somatório de quatro. Na etapa de Seattle da SLS, realizada em agosto, após uma disputa acirrada na qual a atleta quase não passou às final four, a atleta conquistou mais um 1º lugar. No dia 8 de outubro, aconteceu a última etapa da competição antes da Super Crown, na qual Rayssa novamente consagrou-se campeã, acumulando o total de pontos distribuídos ao longo do ano (300/300).
Em outubro, Rayssa Leal venceu o STU Open 2022, no Rio de Janeiro, e se tornou bicampeã da competição, dividindo o pódio com a brasileira Pâmela Rosa que ficou na segunda colocação e a australiana Chloe Covell que fechou o pódio. No dia 6 de novembro, Rayssa venceu a Street League Skateboarding Championship Super Crown 2022, no Rio de Janeiro, e, pela primeira vez, recebe o título de campeã mundial de skate street, aos 14 anos de idade. Com isso, ela acumulou 7 vitórias pela Liga e se torna a segunda pessoa com mais troféus de 1º lugar, atrás apenas do estadunidense Nyjah Huston.

#### 2023
Em março de 2023, Rayssa Leal participou da segunda etapa do STU Nacional em Porto Alegre, Rio Grande do Sul, conquistando o segundo lugar, ficando atrás apenas de Gabi Mazetto, enquanto Pâmela Rosa completou o pódio em terceiro lugar.
Na terceira etapa do STU, realizada em setembro na cidade de São Paulo, Gabi Mazetto ficou em terceiro lugar com 56,12 pontos, Pâmela Rosa em segundo com 58,54 pontos, e Rayssa Leal dominou a competição, alcançando o primeiro lugar com um total de 65,26 pontos. Em outubro, Rayssa se torna a primeira tricampeã do STU Open Rio, um evento realizado na Praça do Ó, no Rio de Janeiro.
Em abril de 2023, Rayssa competiu em Chicago, nos Estados Unidos, conquistando mais uma vez o título do SLS. Demonstrando uma performance dominante, ela terminou a competição com um somatório de 31,4 pontos. No pódio feminino, a japonesa Momiji Nishiya e a holandesa Roos Zwetloot ficaram com o segundo e terceiro lugares, respectivamente. Em maio de 2023, na cidade de Chiba, Japão, Rayssa Leal reafirmou sua excelência ao se tornar bicampeã dos X Games.
Rayssa também fez parte da delegação brasileira nos Jogos Pan-Americanos de 2023, realizados em Santiago, Chile, onde conquistou a medalha de ouro na estreia do skate no evento, junto com Pâmela Rosa, que garantiu a prata, formando uma "dobradinha" brasileira no pódio. Rayssa foi a primeira atleta do Comitê Olímpico do Brasil (COB) a conquistar uma medalha de ouro nessa edição do Pan.
Em dezembro, Rayssa alcançou o bicampeonato mundial na Street League Skateboarding Championship Super Crown 2023, no Ginásio do Ibirapuera, em São Paulo. A jovem atleta liderou desde a primeira rodada da final feminina, competindo contra outras cinco finalistas. Com nota 9 na final, Rayssa se tornou a primeira mulher a alcançar essa marca em uma competição da SLS. Ela destacou o apoio da torcida brasileira como essencial para seu desempenho: “De manhã, no treino, estava desanimada, pois as manobras não estavam dando certo. A torcida me ajudou muito.”

#### 2024
Em fevereiro de 2024, Rayssa Leal foi vice-campeã na Street League em Paris. Apenas dois meses depois, em abril, ela subiu novamente ao pódio, conquistando o título na etapa de San Diego da SLS. Em maio, Leal continuou sua trajetória de vitórias ao ganhar a medalha de ouro na etapa da China do Pré-Olímpico de skate street, garantindo sua vaga nos Jogos Olímpicos de Verão de 2024 em Paris. Nos Jogos, ela garantiu o pódio ao Brasil, levando para casa a medalha de bronze com uma pontuação 88,83. Com esta conquista, ela se tornou a pessoa mais jovem do Brasil a ter duas medalhas olímpicas. Em outubro, Rayssa se tornou tetracampeã no STU Pro Tour realizado na cidade do Rio de Janeiro.
Em 15 de dezembro, Rayssa se tornou a primeira tricampeã mundial da SLS, na história. Em uma final muito acirrada, Rayssa errou as duas primeiras tentativas das manobras individuais, deixando-a numa situação em que não podia mais errar. Ela conquistou o título após reassumir a liderança com dois 9 club e uma nota 8,7.

## Resultados esportivos
| Ano  | Prêmio                                                  | Categoria       | Resultado         | Ref.    |
| ---- | ------------------------------------------------------- | --------------- | ----------------- | ------- |
| 2019 | SLS etapa Londres - UK                                  | Street Feminino | Medalha de Bronze | [ 103 ] |
| 2019 | SLS etapa Los Angeles - EUA                             | Street Feminino | Campeã            | [ 104 ] |
| 2019 | SLS e WS - Campeonato Mundial de Skate - São Paulo 2019 | Street Feminino | Medalha de Prata  | [ 54 ]  |
| 2019 | STU Minas Gerais                                        | Street Feminino | Campeã            | [ 105 ] |
| 2019 | STU Bahia                                               | Street Feminino | Campeã            | [ 106 ] |
| 2019 | STU São Paulo                                           | Street Feminino | Medalha de Prata  | [ 107 ] |
| 2019 | STU Geral                                               | Street Feminino | Campeã            | [ 107 ] |
| 2021 | Dew Tour - Des Moines 2021                              | Street Feminino | Medalha de Prata  | [ 108 ] |
| 2021 | Jogos Olimpícos - Tóquio 2020                           | Street Feminino | Medalha de Prata  | [ 109 ] |
| 2021 | WS - Campeonato Mundial de Skate - Roma 2021            | Street Feminino | Medalha de Bronze | [ 110 ] |
| 2021 | SLS etapa Salt Lake City - EUA                          | Street Feminino | Campeã            | [ 111 ] |
| 2021 | SLS etapa Lake Havasu - EUA                             | Street Feminino | Campeã            | [ 63 ]  |
| 2021 | SLS - Campeonato Mundial de Skate - Jacksonville 2021   | Street Feminino | Medalha de Prata  | [ 112 ] |
| 2021 | STU Rio Open                                            | Street Feminino | Campeã            | [ 113 ] |
| 2022 | STU Criciúma                                            | Street Feminino | Campeã            | [ 114 ] |
| 2022 | Summer X Games - Chiba 2022                             | Street Feminino | Campeã            | [ 67 ]  |
| 2022 | SLS etapa Jacksonville - EUA                            | Street Feminino | Campeã            | [ 115 ] |
| 2022 | SLS etapa Seattle - EUA                                 | Street Feminino | Campeã            | [ 116 ] |
| 2022 | STU Recife                                              | Street Feminino | Campeã            | [ 117 ] |
| 2022 | STU Geral                                               | Street Feminino | Medalha de Prata  | [ 117 ] |
| 2022 | SLS etapa Las Vegas - EUA                               | Street Feminino | Campeã            | [ 118 ] |
| 2022 | STU Rio Open                                            | Street Feminino | Campeã            | [ 73 ]  |
| 2022 | SLS - Campeonato Mundial de Skate - Rio de Janeiro 2022 | Street Feminino | Campeã            | [ 119 ] |
| 2023 | SLS etapa Chicago - EUA                                 | Street Feminino | Campeã            | [ 82 ]  |
| 2023 | WS - Campeonato Mundial de Skate - Sharjah 2022         | Street Feminino | Campeã            | [ 120 ] |
| 2023 | Summer X Games - Chiba 2023                             | Street Feminino | Campeã            | [ 121 ] |
| 2023 | Jogos Pan-Americanos - Santiago 2023                    | Street Feminino | Campeã            | [ 89 ]  |
| 2023 | SLS etapa Sydney - AU                                   | Street Feminino | Medalha de Prata  | [ 122 ] |
| 2023 | STU Rio Open                                            | Street Feminino | Campeã            | [ 80 ]  |
| 2023 | SLS - Campeonato Mundial de Skate - São Paulo 2023      | Street Feminino | Campeã            | [ 95 ]  |
| 2023 | WS - Campeonato Mundial de Skate - Tóquio 2023          | Street Feminino | Medalha de Prata  | [ 123 ] |
| 2024 | SLS etapa Paris - FR                                    | Street Feminino | Medalha de Prata  | [ 124 ] |
| 2024 | SLS etapa San Diego - EUA                               | Street Feminino | Campeã            | [ 125 ] |
| 2024 | Torneio Pré-Olímpico - Xangai 2024                      | Street Feminino | Campeã            | [ 126 ] |
| 2024 | Jogos Olímpicos - Paris 2024                            | Street Feminino | Medalha de Bronze | [ 7 ]   |
| 2024 | WS - Campeonato Mundial de Skate - Roma 2024            | Street Feminino | Campeã            | [ 11 ]  |
| 2024 | STU Pro Tour Rio                                        | Street Feminino | Campeã            | [ 127 ] |
| 2024 | SLS etapa Tóquio - JP                                   | Street Feminino | Campeã            | [ 21 ]  |
| 2024 | SLS - Campeonato Mundial de Skate - São Paulo 2024      | Street Feminino | Campeã            | [ 16 ]  |
| 2025 | STU Pro Tour Porto Alegre                               | Street Feminino | Campeã            | [ 128 ] |
| 2025 | SLS etapa Miami - EUA                                   | Street Feminino | Campeã            | [ 129 ] |
| 2025 | SLS etapa Brasilía                                      | Street Feminino | Campeã            | [ 130 ] |

## Filmografia

### Televisão
| Ano  | Título                    | Personagem  | Notas             |
| ---- | ------------------------- | ----------- | ----------------- |
| 2021 | Space Jam: Um Novo Legado | Rayssa Leal | Vídeo promocional |

## Prêmios e Indicações
| Ano  | Prêmio                            | Categoria                | Resultado | Ref.    |
| ---- | --------------------------------- | ------------------------ | --------- | ------- |
| 2020 | Prêmio Laureus                    | Atleta de Ação do Ano    | Indicada  | [ 132 ] |
| 2021 | The Visa Award                    | Valores Olímpicos        | Venceu    | [ 133 ] |
| 2021 | Meus Prêmios Nick                 | Inspiração do ano        | Venceu    | [ 134 ] |
| 2021 | Prêmio Potências!                 | Atleta do ano            | Indicada  | [ 135 ] |
| 2021 | Cemporcento Skate                 | Skatista do ano feminino | Venceu    | [ 136 ] |
| 2021 | Cemporcento Skate                 | Destaque Tóquio 2020     | Venceu    | [ 136 ] |
| 2022 | Prêmio iBest                      | Atleta Influenciador     | Venceu    | [ 137 ] |
| 2023 | Prêmio Laureus do Esporte Mundial | Atleta de ação do ano    | Pendente  | [ 138 ] |